# UFC 208
UFC 208: Holm vs. de Randamie fue un evento de artes marciales mixtas organizado por Ultimate Fighting Championship que se llevará a cabo el 11 de febrero de 2017 en el Barclays Center en Brooklyn, Nueva York.

## Historia
El evento estaba originalmente programado para tener lugar el 21 de enero en el Honda Center en Anaheim, California. Sin embargo, debido a la falta de headliners convenientes para la fecha, el acontecimiento en Anaheim fue pospuesto al 5 de agosto y UFC 209 originalmente programado para tener lugar en el Barclays Center en Brooklyn, Nueva York el 11 de febrero fue renombrado como UFC 208. Este será el primer evento de UFC celebrado en Brooklyn y el cuarto evento en general en el estado de Nueva York.
Se espera que el evento sea encabezado por la pelea inaugural del campeonato de peso pluma de las mujeres de UFC entre Holly Holm, excampeona del peso gallo de mujeres de UFC, y Germaine de Randamie. También será el primer combate de peso pluma de mujeres en la historia de la promoción. Holm puede convertirse en la primera mujer en ganar títulos en múltiples divisiones en la historia de UFC y la cuarta en general en hacerlo.
El evento coestelar contará con la pelea entre la leyenda brasileña Anderson Silva contra Derek Brunson, que busca su primera victoria en UFC desde octubre de 2012.